# Paulo Roberto Marqués Roris
Paulo Roberto Marqués Roris, noto semplicemente come Paulo Roberto (Rio de Janeiro, 12 agosto 1967), è un dirigente sportivo ed ex giocatore di calcio a 5 brasiliano naturalizzato spagnolo, campione del mondo nel 2000 e campione europeo con la Nazionale spagnola nel 1996 e nel 2001.

## Carriera
Paulo Roberto ha debuttato nella División de Honor spagnola nel 1988 con la maglia del Marsanz Torrejón in cui ha militato per quattro stagioni, vincendo una Coppa di Spagna. In seguito è passato al Redislogar Madrid e quindi all'ElPozo Murcia a cui è rimasto legato per oltre un decennio. Con i murciani ha vinto il campionato nel 1997-98, due coppe nazionali (1995 e 2003), una supercoppa e una Coppa delle Coppe. In questi anni ha vinto inoltre, per cinque volte, il titolo di capocannoniere della División de Honor (1990, 1993, 1997, 2001 e 2003). Dopo il ritiro, avvenuto nel 2005, è entrato nella dirigenza dell'ElPozo ricoprendo la carica di direttore sportivo fino al 2009. Nel 2019 è stato inserito nel quintetto ideale stilato dalla Liga Nacional de Fútbol Sala per celebrare i trent'anni della propria istituzione.

## Palmarès

### Club
- Campionato spagnolo: 1
ElPozo Murcia: 1997-98
- Coppa di Spagna: 3
Marsanz Torrejón: 1991-92
ElPozo Murcia: 1994-95, 2002-03
- Supercoppa di Spagna: 1
ElPozo Murcia: 1995

### Nazionale
- Campionato mondiale: 1
2000
- Campionato d'Europa: 2
1996, 2001